# Archiearis fulvulata
Archiearis fulvulata är en fjärilsart som beskrevs av Peter Simon Pallas 1773. Archiearis fulvulata ingår i släktet Archiearis och familjen mätare. Inga underarter finns listade i Catalogue of Life.